# Alicia Migdal
Pour les articles homonymes, voir Migdal.
Alicia Migdal (née à Montevideo en 1947) est une femme de lettres, traductrice et poétesse uruguayenne.
Elle est un professeur de littérature, critique littéraire et cinématographique, éminent journaliste et romancier.
Son travail montre le conflit entre le féminin et le masculin, l'héritage d'immigrants juifs et les enfants. Son œuvre écrite a reçu de nombreuses récompenses. Le roman Historia Quieta a été traduit en français – Histoire immobile – en 1998, avec une préface par Albert Bensoussan.

## Œuvres
- Mascarones (poèmes en prose), Montevideo, Arca, 1981.
- Historias de cuerpos (poésie), Montevideo, Arca, 1986.
- La casa de enfrente (nouvelle), Montevideo, Arca, 1988.
- Histoire immobile (nouvelle), Montevideo, Trilce, 1993.
- Muchachas de verano en días de marzo (nouvelle), Montevideo, Cal y Canto (1999).
- En un idioma extranjero (nouvelles), Montevideo, Rebeca Linke Editoras, 2008